# Ludwig von Schorn

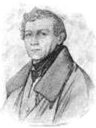

Johann Karl Ludwig von Schorn, född den 10 juni 1793 i Castell, död den 17 februari 1842 i Weimar, var en tysk konsthistoriker. Han var farbror till Karl Schorn.
von Schorn blev 1826 professor i konsthistoria och estetik i München samt övertog 1833 ledningen av konstskolan och konstsamlingarna i Weimar. Han påbörjade en genom sina noter utmärkt översättning av Vasari (fortsatt av Ernst Förster, 1832–1849).